# Симс, Рэй
Рэй Делл Симс (англ. Ray Dell Sims; родился 19 февраля 1935 года,  США) — американский серийный убийца, который в период с 1974 года по 1977 год совершил как минимум 5 убийств девушек на территории города Фресно, штат Калифорния. Настоящее количество жертв Симса неизвестно, так как его причастность к совершению большинства убийств была доказана лишь в конце 2001 года на основании результатов ДНК-экспертизы.

## Биография
О ранних годах жизни Рэя Симса известно крайне мало. Известно что Симс родился в 1935 году. Имел несколько братьев и сестер. В начале 1970-х Рэй Делл Симс проживал на территории города Фресно, возле одной из начальных школ, где в середине 1970-х произошло несколько убийств молодых девушек. Симс работал поваром, был женат, имел дочь. Жена Симса, Кэролайн Тернер впоследствии утверждала, что в этот период Рэй демонстрировал патологически повышенное половое влечение и садистическое поведение. Согласно свидетельствам его жены, Симс принуждал ее к занятиям сексу, во время которого подвергал ее физическому насилию и удушению.

## Убийство Джанетт Херстайн
18 мая 1977 года  на юго-востоке Фресно рядом с одним из каналов было обнаружено тело 17-летней Джанет Херстайн. Девушка была изнасилована и задушена с помощью веревки. Джанет в свободное от учебы в школе время работала разносчиком газет в газете «Fresno Guide» и была объявлена пропавшей без вести ее матерью 16 мая после того, как она не вернулась с работы домой. Изучив ее маршрут передвижения в день исчезновения, офицеры полиции обнаружили, что все дома, кроме одного на маршруте девушки, получили свои экземпляры газет во второй половине дня. 17 мая в ходе расследования полицией были допрошены все владельцы домов, но никаких следов девушки или ее велосипеда найдено не было.
В ходе расследования убийства, полиция установила что одним из последних кто видел девушку живой был Дэвид МакГаун, один из жителей домов, которым Джанет Херстайн разносила газеты. МакГаун был арестован, однако свою вину в совершении убийства и изнасилования не признал.
Впоследствии он был исключен из числа подозреваемых, так как полицией в ходе дальнейшего расследования были обнаружены доказательства причастности к совершению убийства Рэя Делл Симса, который проживал в том же районе города, где работала Джанет Херстайн. Вина Симса была доказана в суде, на основании чего в 1978 году он был приговорен к пожизненному лишению свободы с правом условно-досрочного освобождения, после чего был этапирован для отбывания уголовного наказания в тюрьму Сан-Квентин.

## Разоблачение в серийных убийствах
В 1996 году у Рэя Симса был взят образец крови. В 1997 году в результате ДНК-экспертизы биологических следов, найденных на теле одной из жертв, которые по версии следствия оставил убийца, генотипический профиль преступника совпал с генотипическим профилем Симса. В ноябре 2001 года была проведена ДНК-экспертиза мужского волоса, найденного под кольцом на руке другой жертвы. Результаты экспертизы установили что ДНК, выделенная из волоса снова совпадает с ДНК Рэя Симса. На основании этого в декабре 2001 года, 66-летнему Рэю Делл Симсу были предъявлены обвинения в совершении убийств  15-летней Элизабет Ортега, которая была изнасилована и убита 9 ноября 1974 года. На нижнем белье жертвы были обнаружены следы семенной жидкости преступника. Элизабет Ортега была знакома с Симсом, являлась подругой его жены и неоднократно бывала в их доме. Также ему были предъявлено обвинение в совершении убийства 15-летней Евы Эрнандес Лусио, чье тело было найдено в винограднике 9 июня 1976 года. В последний раз ее видели живой, идущей в школу. Также Симс был обвинен в совершении убийств  17-летней Кэти Старк, которая была изнасилована и убита 22 августа 1974 года и в убийстве 18-летней Робин Маккаллар, изнасилование и убийство которой было совершено 14 ноября 1975 года. Все убитые были задушены и жили в одном и том же районе Фресно недалеко от дома Рэя Симса. В начале декабря 2001 года Рэй Симс был этапирован из тюрьмы Сан-Квентин в окружную тюрьму города Фресно, где 4 декабря ему были предъявлены обвинения в совершении 4 убийств и 2 изнасилований. Симс свою вину не признал.

## Суд
В сентябре 2008 года 73-летний Рэй Делл Симс был признан виновным в совершении убийства Элизабет Энн Ортега, после чего суд в октябре того же года приговорил его к еще одному уголовному наказанию в виде пожизненного лишения свободы. Симс никак не отреагировал на оглашение приговора. Так как все убийства были совершены Рэем Симсом на территории штата Калифорния до момента отмены моратория на вынесение смертных приговоров в 1976 году, на основании положений уголовно-процессуального кодекса он не мог быть приговорен к смертной казни и в его случае  уголовное наказание в виде пожизненного лишения свободы являлось максимальным уголовным наказанием, который мог назначить суд Рэю Симсу за совершение убийств. Так как Симс дважды уже был приговорен к пожизненному лишению свободы и его возможность условно-досрочного освобождения являлась крайне низкой, в конечном итоге прокуратура округа Фресно отклонила против него обвинения в совершении убийств Кэти Старк, Робин Маккаллар и Евы Лусио, несмотря на то, что результаты ДНК-экспертизы доказывали его причастность к совершению этих преступлений. После суда Рэй Делл Симс покинул Фресно и был снова этапирован в тюрьму Сан-Квентин для дальнейшего отбывания уголовного наказания.
По состоянию на март 2023 года, 88-летний Рэй Делл Симс был жив и продолжал отбывать свое уголовное наказание в тюрьме «	California Medical Facility». В январе 2023 года он подавал ходатайство на условно-досрочное освобождение, но ему было отказано и запрещено подавать подобные ходатайства в течение трех лет. Таким образом, в очередной раз Рэй Симс может подать ходатайство на условно-досрочное освобождение в январе 2026 года, когда ему исполнится 91 год